# لاندري فيلدز
لاندري فيلدز (بالإنجليزية: Landry Fields)‏ مواليد 27 يونيو 1988 في لونغ بيتش، هو لاعب كرة سلة أمريكي بدأ مسيرته الاحترافية في سنة 2010 حيث تم اختياره من قبل فريق نيويورك نيكس خلال الدرافت. يبلغ طوله 6 قدم 7 بوصة (2.0 م).

## فرق لعب لها
- نيويورك نيكس
- تورونتو رابتورز

## إحصائيات المسيرة

### الموسم الاعتيادي
| السنة   | الفريق          | لعب | بدأ | دقيقة | ميداني% | ثلاثية | حرة  | ارتداد | صنع | استلاب | تصدي | نقطة |
| ------- | --------------- | --- | --- | ----- | ------- | ------ | ---- | ------ | --- | ------ | ---- | ---- |
| 2010–11 | نيويورك نيكس    | 82  | 81  | 31.0  | .497    | .393   | .769 | 6.4    | 1.9 | 1.0    | .2   | 9.7  |
| 2011–12 | نيويورك نيكس    | 66  | 62  | 28.7  | .460    | .256   | .562 | 4.2    | 2.6 | 1.2    | .3   | 8.8  |
| 2012–13 | تورونتو رابتورز | 51  | 22  | 20.3  | .457    | .143   | .642 | 4.1    | 1.2 | .6     | .2   | 4.7  |
| 2013–14 | تورونتو رابتورز | 30  | 2   | 10.7  | .403    | .000   | .636 | 2.0    | .7  | .3     | .1   | 2.3  |
| 2014–15 | تورونتو رابتورز | 26  | 9   | 8.3   | .488    | .500   | .833 | 1.0    | .6  | .4     | .0   | 1.8  |
| المسيرة |                 | 255 | 176 | 23.6  | .473    | .332   | .666 | 4.3    | 1.6 | .8     | .2   | 6.8  |

### التصفيات
| السنة   | الفريق          | لعب | بدأ | دقيقة | ميداني% | ثلاثية | حرة  | ارتداد | صنع | استلاب | تصدي | نقطة |
| ------- | --------------- | --- | --- | ----- | ------- | ------ | ---- | ------ | --- | ------ | ---- | ---- |
| 2011    | نيويورك نيكس    | 4   | 4   | 17.8  | .200    | .000   | .167 | 1.3    | 1.3 | .5     | .8   | 1.8  |
| 2012    | نيويورك نيكس    | 5   | 4   | 23.0  | .484    | .200   | .714 | 3.0    | 1.4 | .6     | .0   | 7.2  |
| 2014    | تورونتو رابتورز | 3   | 0   | 8.7   | .000    | .000   | .000 | 2.3    | .3  | 1.3    | .3   | .0   |
| المسيرة |                 | 12  | 8   | 17.7  | .375    | .111   | .462 | 2.3    | 1.1 | .8     | .3   | 3.6  |

## روابط خارجية
- لاندري فيلدز على موقع إن بي أي (الإنجليزية)
- لاندري فيلدز على موقع سبورتس رفرنس (الإنجليزية)
- لاندري فيلدز على موقع كرة السلة الأوروبية.كوم (الإنجليزية)
- لاندري فيلدز على موقع DraftExpress.com (الإنجليزية)
- لاندري فيلدز على موقع كلية كرة السلة في سبورتس رفرنس.كوم (الإنجليزية)
- لاندري فيلدز على موقع ريلجم (الإنجليزية)
- لاندري فيلدز على موقع بروبوليرز (الإنجليزية)